# کومیتزیانو
کومیتزیانو (به ایتالیایی: Comiziano) یک کومونه در ایتالیا است که در استان ناپل واقع شده‌است.

## خصوصیات
کومیتزیانو ۲٫۴ کیلومترمربع مساحت و ۱٬۸۲۹ نفر جمعیت دارد و ۷۳ متر بالاتر از سطح دریا واقع شده‌است.